# Sylvestre Simon Samb

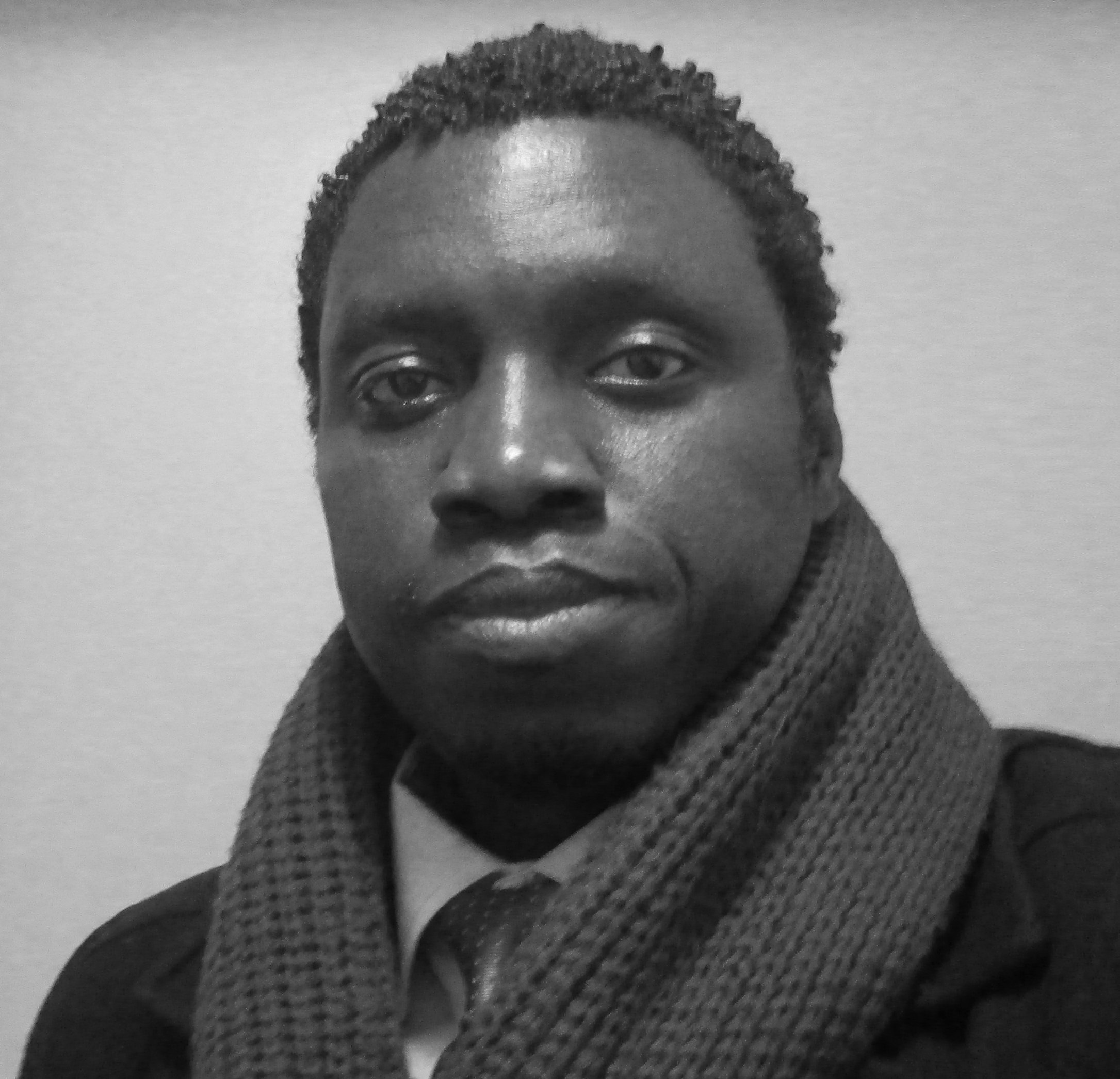
Sylvestre Simon Samb (2017)

Sylvestre Simon Samb (* 31. Dezember 1969 in der Casamance) ist ein senegalesischer Schriftsteller.

## Leben
Sylvestre Simon Samb wurde im südlichen Senegal geboren und zeigte schon in seiner Kindheit und Jugend ein großes Interesse an Literatur. Seine Mutter war Schneiderin, sein Vater Funktionär der Gendarmerie.
2002 veröffentlichte Samb sein erstes Buch im Verlag (L'Harmattan). Er lebt (Stand 2018) in Paris.